# Église réformée de Glaris
L'église réformée de Glaris, appelée en allemand Stadtkirche Glarus est la principale église évangélique réformée de la ville de Glaris, en Suisse.

## Histoire
La première église construite sur une hauteur du village de Glaris date du VIe siècle. Elle connut plusieurs étapes de construction avant d'être détruite dans l'incendie de 1861 qui ravagea la quasi-totalité de la ville.
L'église actuelle est construite entre 1863 et 1866 selon les plans de Ferdinand Stadler dans le style néo-roman. Elle servira pendant plus de 100 ans comme église simultanée à la fois pour les protestants et pour les catholiques romains. Ces derniers firent finalement bâtir leur propre église en 1964.
Entre 1927 et 1928, l'architecte Karl Moser entreprit une rénovation de l'édifice. Rendu célèbre par sa création, une année plus tôt, de la première église entièrement en béton de Suisse (l'église Saint-Antoine à Bâle), il proposa d'importantes modifications pour adapter l'église aux temps modernes : il suggère en particulier de supprimer la rosette et du pignon de la façade principale et de remplacer celle-ci par une paroi lisse avec une mosaïque représentant Saint Fridolin. Ses propositions furent cependant été rejetées en partie ; la rénovation se concentra finalement principalement sur l'intérieur du bâtiment.
Le 7 avril 1940, l'église est à nouveau fortement endommagée par le feu. Elle est rebâtie à l'identique par Daniel Aebli et Albert Affentranger qui y développent différents moyens de lutte contre l'incendie. Par la suite, de nouveaux travaux sont entrepris en 1964 (lors du départ des catholiques), puis à nouveau de 1995 à 1999 ; pour cette dernière rénovation, la ville obtiendra la médaille Europa Nostra en 2001. L'ensemble est inscrit comme bien culturel d'importance nationale.
La Stadtkirche de la ville de Glaris possède un grand orgue imposant. Lien pour les orgues également, voir ici.

## Sources
- (de) Cet article est partiellement ou en totalité issu de l’article de Wikipédia en allemand intitulé « Stadtkirche Glarus » (voir la liste des auteurs).